# ヘテロリシス
化学において、ヘテロリシス (英: heterolysis) または不均一結合開裂 (英: heterolytic split,heterolytic fission) とは化学結合の開裂のことであり、特に電荷を持たない分子からカチオンとアニオンを形成するものをいう。この過程で、結合に使われていた2つの電子は2つとも同じ原子団に渡される。より電気的に陰性な残基が電子を受け取る。
このイオン対の開裂過程に必要なエネルギーのことをヘテロリシス結合解離エネルギーと呼ぶ。電解質溶液ではこの追加のエネルギーは少なくて済む。
ほかのタイプの結合開裂にホモリシスと呼ばれるものがある。